# Bergtatt – Et Eeventyr i 5 Capitler
Bergtatt – Et Eeventyr i 5 Capitler (etwa: ‚In den Berg gelockt – Ein Märchen in 5 Kapiteln‘) ist das Debütalbum der norwegischen Band Ulver. Es wurde 1995 über Head Not Found veröffentlicht und ist der erste Teil einer Trilogie über die „finsteren Aspekte der norwegischen Folklore“.

## Entstehung und Veröffentlichung
Im November 1993 erschien Ulvers Demo Vargnatt; die neben Garm und Haavard daran beteiligten Musiker Exhurtum, A. Reza, Grellmund und Robin verließen jedoch noch im selben Jahr die Band. AiwarikiaR, Skoll und Aismal ersetzten sie ab 1994. Dieses Besetzung blieb bis zum Ende der Arbeit an der Trilogie im Jahr 1996 stabil.
Bei den Aufnahmen von Bergtatt wurde die Band von Lill Kathrine Stensrud unterstützt, die Flöte und Gesang beisteuerte. Sverd von Arcturus spielte das Klavier ein. Aufgenommen wurde das Album Ende 1994 im Endless Lydstudio in Oslo (auf der Rückseite des Albums mit dem ehemaligen Namen Christiania angegeben) mit Kristian Romsøe als Tontechniker und Koproduzent, gemastert wurde es von Craig Morris bei Strype Audio, ebenfalls in Oslo.
Zunächst war Bergtatt für eine Split-Veröffentlichung mit Gehenna vorgesehen; doch schließlich veröffentlichte Gehenna 1994 ihr Debüt First Spell als eigenständige EP bei Head Not Found, vermutlich wegen Unstimmigkeiten bezüglich einer Einbindung des Labels Voices of Wonder. Also veröffentlichte auch Ulver ihre Aufnahmen als eigenständiges Album. Es finden sich widersprüchliche Informationen darüber, ob Bergtatt Ende 1994 oder Anfang 1995 auf den Markt kam. In Polen erschien das Album im Jahr 1997 auf Kassette, im selben Jahr wurde es von Century Media mit Kveldssanger und Nattens Madrigal – Aatte Hymne Til Ulven i Manden in dem limitierten Picture-Disc-Boxset The Trilogie – Three Journeyes Through the Norwegian Netherworlde wiederveröffentlicht. Bis dato war das Album nur auf CD erhältlich. Head Not Found legte die CD 2001 neu auf. Bergtatt war schließlich auch Teil von Trolsk Sortmetall 1993–1997, einem 2014 wiederum von Century Media aufgelegten Boxset.

## Titelliste
Die Musik wurde von Ulver komponiert, die Texte von Garm geschrieben und von AiwarikiaR angeblich ins Altdänische übersetzt. Tatsächlich handelt es sich jedoch eher um ein archaisiertes, poetisierendes Norwegisch, wobei der Eindruck einer alten Sprache auch durch die (teilweise frei phantasierte) Orthographie verstärkt wird. Schon der Titel des Albums, Bergtatt, ist eine eindeutig norwegische Vokabel.
1. Capitel I: I Troldskog faren vild – 7:51
2. Capitel II: Soelen gaaer bag Aase need – 6:34
3. Capitel III: Graablick blev hun vaer – 7:45
4. Capitel IV: Een Stemme locker – 4:01
5. Capitel V: Bergtatt – ind i Fjeldkamrene – 8:06

## Musik, Texte und Beiheft
Ulver vermischen auf dem Debütalbum den „harschen Gesang“ und die „verwaschenen, surrenden Gitarren“ des Black Metal mit akustischen, folk-beeinflusste Passagen. Zwischen diesen Extremen, die jeweils eines der beiden folgenden Alben Kveldssanger und Nattens Madrigal prägen sollten, finden sich Mid-Tempo-Teile, in denen Garms mit Overdubs bearbeiteter Gesang an einen Chor gregorianischer Mönche erinnert.
Die archaisierten Liedtexte erzählen die Geschichte eines Mädchens, das sich im Wald verirrt, von Trollen in die Berge gelockt (bergtatt) und nie wieder gesehen wird. Dies ist ein häufiges Motiv der norwegischen Märchenwelt.
Das Gemälde auf dem Cover (von Tanya „Nacht“ Stene) zeigt einen düsteren bewaldeten Bergrücken, das Hintergrundfoto auf dem Backcover einen nebelverhangenen bewaldeten Höhenzug. Im Beiheft finden sich Schwarzweißfotografien der damals 18- bis 20-jährigen Bandmitglieder AiwarikiaR, Garm, Haavard, Skoll und Aismal in wildromantischer Naturkulisse. Die Liedtexte sind vor ebensolchem Hintergrund in Fraktur abgedruckt. Auf der letzten Seite des Beihefts erklärt Garm Ulvers Glauben an das Übernatürliche und widmet das Album den „grimmigen Mächten“ (Morskemaktene, ein von morsk ‚barsch‘, ‚grimmig‘ und Mørkemaktene ‚die dunklen Mächte‘ abgeleiteter Neologismus).

## Rezeption
William York von Allmusic zufolge ist Bergtatt ein eher atmosphärisches als aggressives Album, das aufgrund seines abwechslungsreichen Gesangs und des Songwritings herausragt. Es sei ein exzellentes Debüt und einer der Höhepunkte in Ulvers Diskografie. Captain Chaos von Vampster findet Bergtatt „stellenweise etwas kitschig und alles andere als ausgereift, schöner ist allerdings kein anderes Black Metal-Album dieser Zeit“. Auf Wolf-Rüdiger Mühlmann vom Rock Hard wirkt das Album „über weite Strecken sehr naturnah und in seiner Verletzlichkeit beinahe schon feminin“. Das Magazin nahm Bergtatt in seine Liste der 25 wichtigsten Black-Metal-Alben aller Zeiten auf. Auch laut.de stellt fest, dass es als „Meilenstein des Genres“ gilt.
Jan Leichsenring bezeichnet Bergtatt als Konzeptalbum, das im Black Metal die Abwendung von der Moderne hin zu heimatlichem Brauchtum, romantischer Nostalgie und mythischer Übersinnlichkeit mitbegründet habe. Ihm zufolge entsprechen und reflektieren antimoderne Haltung, vormodernes Sagenmotiv und altertümelnde Sprache einander auf diesem Album.